# Phialanthus jamaicensis
Phialanthus jamaicensis är en måreväxtart som beskrevs av Ignatz Urban. Phialanthus jamaicensis ingår i släktet Phialanthus och familjen måreväxter. IUCN kategoriserar arten globalt som starkt hotad.
Artens utbredningsområde är Jamaica. Inga underarter finns listade i Catalogue of Life.